# NGC 2111
NGC 2111 est un amas ouvert, situé dans la constellation de la Table. Il a été découvert par l'astronome britannique John Herschel en 1836.